# Investigations
Pour les articles homonymes, voir Investigation.
Investigations (Crónicas) est un film équatorien réalisé par Sebastián Cordero, sorti en 2004.

## Synopsis
"Une heure avec la vérité" est un programme de la télévision hispanophone de Miami, diffusé tous les soirs dans toute l'Amérique Latine, qui montre de terribles histoires. Son journaliste Manolo Bonilla arrive dans un petit village d’Équateur avec sa productrice Marisa et son cadreur Ivan, pour un reportage sur un assassin et violeur d'enfants, "Le Monstre de Babahoyo"...

## Fiche technique
- Titre : Investigations
- Titre original : Crónicas
- Réalisation et scénario : Sebastián Cordero
- Décors : Eugenio Caballero
- Musique : Antonio Pinto
- Production : Alfonso Cuarón, Guillermo del Toro
- Pays :  Équateur,  Mexique
- Durée : 111 minutes
- Date de sortie : 
  - France : 16 mai 2004

## Distribution
- Camilo Luzuriaga : détective Bolivar Rojas
- Damián Alcázar : Vinicio Cepeda
- Henry Layana : Don Lucho
- John Leguizamo : Manolo Bonilla
- Gloria Leyton : Esperanza
- Alfred Molina : Victor Hugo Puente
- Leonor Watling : Marisa Iturralde
- José Maria Yazpik : Iván Suárez

## Distinctions
- nommé pour le Grand Prix du Jury au Festival du film de Sundance en 2005
- Damián Alcázar a reçu la Catalina de Oro du meilleur acteur au Festival international du film de Carthagène 2006.